# Zonosaurus aeneus
Zonosaurus aeneus — вид ящірок родини геррозаврових (Gerrhosauridae). Ендемік Мадагаскару.

## Поширення і екологія
Zonosaurus aeneus широко поширені на східних схилах Центрального нагір'я, а також трапляються в кількох інших місцях в центрі і на півночі острова Мадагаскар. Вони живуть у вологих тропічних лісах, віддають перевагу сонячним галявинам і узліссям. Зустрічаються на висоті від 140 до 1580 м над рівнем моря.